# バスケットボール香港代表
バスケットボール香港代表(Hong Kong national basketball team)は、香港バスケットボール連盟によって国際大会に派遣されるバスケットボールのナショナルチームである。

## 歴史
香港連盟のFIBA加盟はイギリス領時代の1957年。アジア選手権には第1回大会より参加している。自国開催の1983年は最高位の7位となった。1997年の香港返還後の国際大会での英語呼称は「ホンコン・チャイナ」。

## 主な国際大会成績
- 夏季オリンピック
  - 出場なし
- 世界選手権
  - 出場なし
- アジア選手権
  - 7位：1983年
- アジア大会
  - 6位：1962年